# Битка код Волочајевке
Битка код Волочајевке била је битка Далекоисточног фронта у другом делу Руског грађанског рата. Битка је трајала од 10. до 12. фебруара 1922. године у близини станице Волочајевка на Амурској железници, на периферији града Хабаровска.
Народна револуционарна армија (НРА) Далекоисточне Републике под командом Василија Бљухера победила је јединице Далекоисточне беле армије коју је предводио Викторин Молчанов.

## Позадина – офанзива Белих новембра 1921.
У новембру 1921. далекоисточна Бела армија је започела офанзиву на Далекоисточну Републику, уз подршку Јапана, који је желео да стекне упориште на руском Далеком истоку. Бела армија, базирана у Владивостоку, напредовала је на север Приморске области, пратећи железничку пругу и реку Усури, заузела градове, места и села и ушла у Хабаровск.
Дана 28. децембра 1921. године, Бели су претрпели прву проверу у бици 110 километара западно од Хабаровска, повукли се у Волочајевку и утврдили се на положају на брду Ју-Куран. Током јануара 1922. године две армије су се сукобиле и бориле на овом подручју.

## Битка
У зору 10. фебруара 1922, по великој хладноћи и дубоком снегу, Бљухерова Народна револуционарна армија је напала беле положаје. Црвени су имали 7.600 војника са стотинама митраљеза и 30 пољских топова и два лака митраљеска тенка. Бела армија је имала 4.950 војника опремљених са 13 пушака и много мање аутоматског оружја.
Напад НРА од 10. фебруара одбијен је уз велике губитке. Један од црвених тенкова је оборен, а други се покварио. Рањеници су брзо умрли на температурама од -30 °Ц. Бљухер се прегруписао 11. фебруара, а затим поново напао 12. фебруара. Овог пута, 3. и 6. пук су пробили жицу и након жестоких борби снаге НРА су око поднева заузеле брдо Ју-Куран. Ово је учинило позицију белих неодрживом, а Молчанов се повукао.

## Последице
13. фебруара, Молчановљеве беле снаге су се повукле поред Хабаровска и Црвена армија је ушла у град.
Црвена армија је била превише исцрпљена да би ефикасно прогонила Белу армију, која је избегла опкољење. Међутим, војна срећа Белих наставила је да опада и после ове битке, а последњи остаци белих и јапанских снага на Далеком истоку су се предали или евакуисали до 25. октобра 1922. године.